# Calle Beatas
La Calle de las Beatas, más conocida como Calle Beatas, es una vía del Centro Histórico de la ciudad de Málaga, Andalucía, España.
Esta calle de 350 metros mantiene el trazado irregular en anchura y rectitud de la ciudad musulmana medieval y está construida junto a lo que fue la antigua muralla; aunque ha sufrido transformaciones como ensanches, retranqueos y apertura de calles. Parte de la Calle Puerta de Buenaventura y desemboca en la confluencia de las calles Granada y San Agustín, tras un recorrido de aproximadamente 300 metros.
En esta calle se concentran numerosos bares de copas y pubs frecuentados por jóvenes y universitarios.

## Historia
El origen de su nombre se encuentra en el hospicio de Respiciatos de San Francisco, atendido por monjas o "beatas". En la primera década del siglo XXI era una calle con una considerable degradación urbanística debido al gran número de edificios y solares abandonados y a los efectos de la movida y el botellón. Para ello se tomaron medidas de regeneración de la zona así como la remodelación del Palacio del Conde de las Navas para albergar las nuevas instalaciones del Museo Interactivo de la Música de Málaga o de otro palacete decimonónico para la nueva sede de la Alliance française en Málaga.

## Edificios de interés
Calle Beatas contiene una gran cantidad de edificios protegidos a nivel municipal. Además del mencionado Palacio de las Navas, situado en el n.º 15, también se conservan del periodo Barroco los números 17, 35 y 49, aunque el primero fue reformado por Jerónimo Cuervo González en 1877, el mismo año en que construyó el inmueble situado en el n.º 21. En el llamado estilo decimonónico popular malagueño se encuadran los números 27, 28 y 36, mientras que los restantes edificios del siglo XIX están clasificados como pertenecientes al estilo decimonónico burgués malagueño.